# Motorový vůz 842
Motorové vozy řady 842 (původní, ale nakonec vůbec nepoužité označení M 273.2) byly pro České dráhy vyráběny Moravskoslezskou vagónkou (nyní Škoda Vagonka) v letech 1993 a 1994, dva prototypy vznikly ještě pro Československé státní dráhy v roce 1988. Vozy řady 842 jsou v roce 2021 dislokovány v Brně, Valašském Meziříčí, Táboře a Plzni a využívají se v soupravách osobních a spěšných vlaků. Do roku 2019 vozily rychlíky pravidelně.[zdroj?]

## Konstrukce
Jedná se o čtyřnápravové, dvoupodvozkové motorové vozy. Lehká samonosná skříň vozu je vyrobena ze svařované oceli, podvozky jsou bezkolébkové. Interiér je rozdělen na dva oddíly pro cestující, které jsou od sebe odděleny prvním nástupním prostorem, druhým nástupním prostorem s WC, zavazadlovým prostorem se sklopnými sedačkami a dvěma stanovišti pro strojvedoucího (čela jsou průchozí). Čela obou prototypů jsou ze skelného laminátu, sériové vozy je mají vyrobena z ocelového plechu.
Vozy jsou osazeny dvěma motory od firmy LIAZ, každým o výkonu 212 kW, a hydromechanickou převodovkou Allison HTB 741 R (prototypy byly původně vybaveny převodovkou Praga 4 AB 120), jež je s motory přírubově spojena. Kroutící moment je na nápravy přenášen kloubovými hřídeli.

## Vývoj a výroba

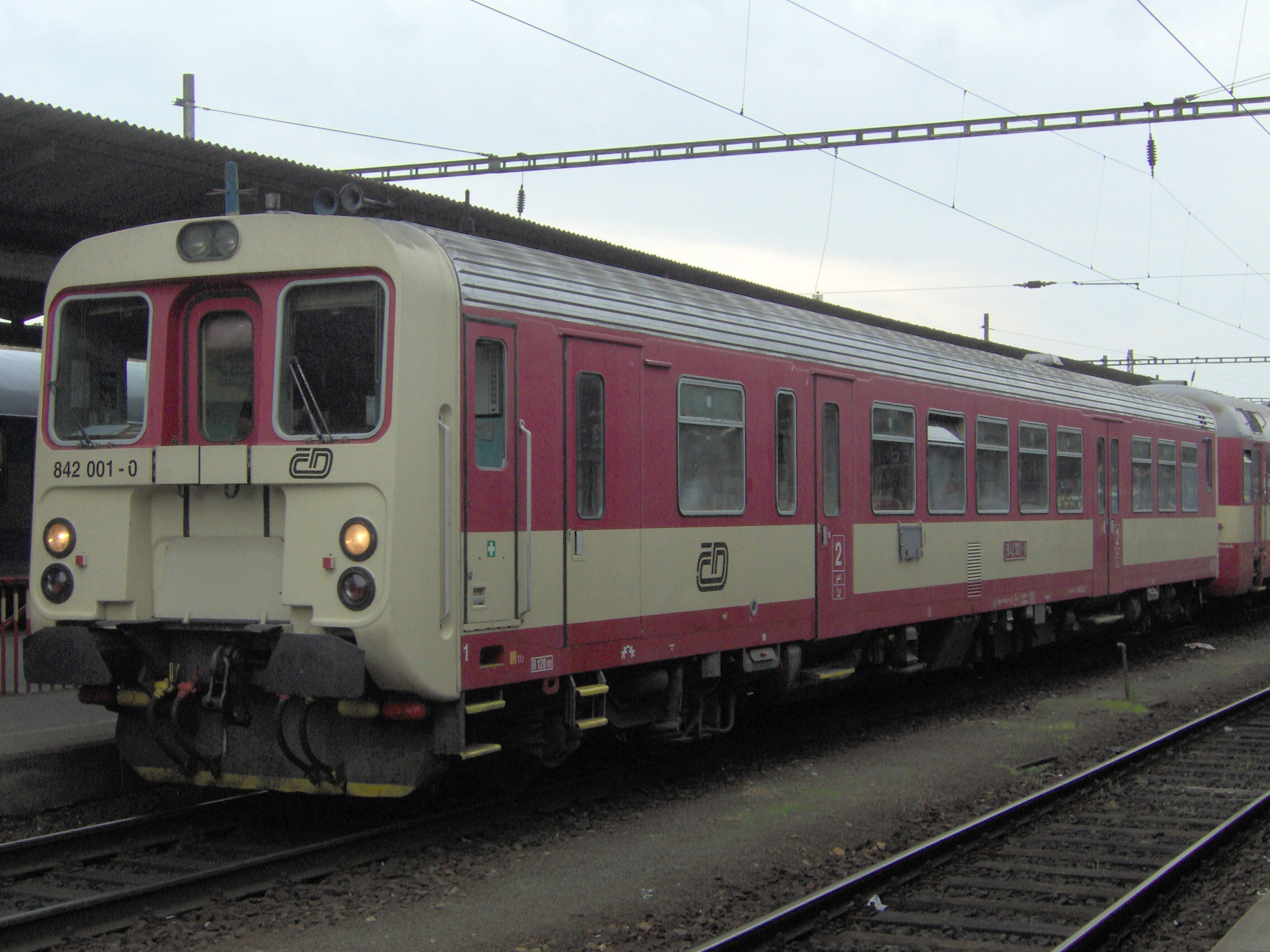
Druhý prototyp s odlišným čelem

Po odmítnutí výroby čtyřnápravových motorových vozů řady M 475.0 (dnes řady 860) byl Vagónce Studénka zadán projekt vozů M 273.2 s hydromechanickým přenosem výkonu, což však ČSD braly jako nouzové řešení, neboť ty se u „velkých“ motorových vozů orientovaly na elektrický přenos výkonu. Dva prototypy již s novým označením 842.001 a 002 byly vyrobeny v roce 1988, do zkušebního provozu byly zařazeny o rok později. Problémovou součástkou se stala hydromechanická převodovka Praga, po sametové revoluci ale bylo možné dovážet díly i ze Západu. Do obou prototypových vozů byla v letech 1992 a 1993 namontována americká automobilová převodovka Allison, kterou pro železniční provoz upravila britská firma Alvis. Sériová výroba motorových vozů 842.003 až 037 již s převodovkou Allison proběhla v letech 1993 a 1994, kdy se již studénský výrobce nazýval Moravskoslezská vagónka. Další odlišností kromě převodovky a čel vozu byl u sériových vozidel i nátěr: prototypy byly původně žluto-červené, ostatní vozy byly již z výroby natřeny krémově-červeným nátěrem.
K motorovým vozů řady 842 měly být vyráběny i koncepčně shodné přípojné vozy. K jejich výrobě ale nikdy nedošlo a pro zkušební provoz s prototypy byly rekonstruovány čtyři vozy řady 053 (nyní Btn755), které byly později označeny jako řada 042 (nyní Btn752).

## Modernizace

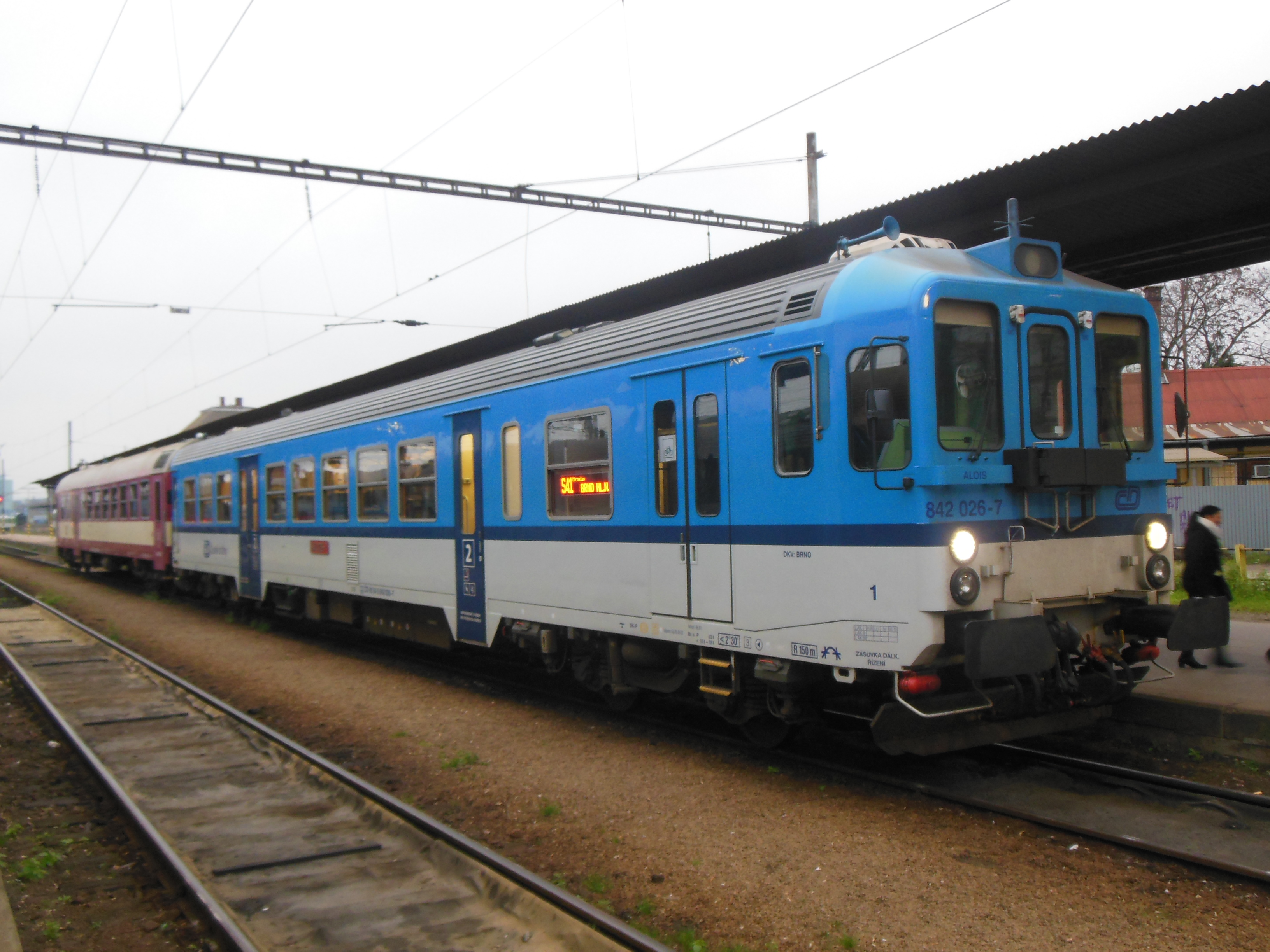
Motorový vůz 842 na nádraží v Brně

Dne 20. listopadu 2008 vyhlásily České dráhy výběrové řízení na modernizaci všech 37 vozů řady 842. Zakázku získala šumperská společnost Pars nova. Modernizace spočívala především v náhradě poruchových motorů LIAZ za motory TEDOM TD 242RH TA 25, dosazení vakuového WC a informačního systému pro cestující (světelné informační tabule, akustické hlášení stanic), zvýšení výkonu na 2×242 kW. Dokončena byla v půlce roku 2013.

## Provoz
GVD 2024/2025
Spěšné vlaky
- IDSJMK S41 Brno – Moravský Krumlov (– Hrušovany nad Jevišovkou-Šanov)
- ODIS S5 Ostrava – Frýdek-Místek – Frýdlant nad Ostravicí – Ostravice
- Plzeň – Železná Ruda-Alžbětín (pouze v pracovních dnech)
- Brno – Kyjov – Veselí nad Moravou – Uherské Hradiště – Staré Město u Uherského Hradiště
- Staré Město u Uherského Hradiště – Uherské Hradiště – Vlárský průsmyk a Vlárský průsmyk – Veselí nad Moravou – Brno (pouze 1 pár spojů v neděli)
- Brno – Bystřice nad Pernštejnem – Žďár nad Sázavou (pouze o víkendech)

Osobní vlaky
- Valašské Meziříčí – Frýdek-Místek – Ostrava
- Planá u Mariánských Lázní – Tachov
- Radnice – Plzeň – Bezdružice
- Brno – Kyjov – Veselí nad Moravou – Uherské Hradiště – Staré Město u Uherského Hradiště
- Brno – Moravské Bránice – Bohutice
- (Brno –) Moravské Bránice – Ivančice
- Skalice nad Svitavou – Boskovice
- Klatovy – Železná Ruda-Alžbětín
- Český Těšín – Frýdek-Místek